# Kentucky Exposition Center
Pour les articles homonymes, voir KEC.

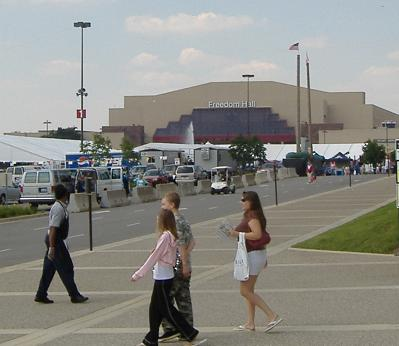
Freedom Hall.

Le Kentucky Exposition Center (KEC), anciennement Kentucky Fair and Exposition Center (KFEC), est une salle d'exposition importante de la ville de Louisville dans le Kentucky. 
Dans les environs se trouve le Cardinal Stadium, un terrain couvert de baseball/football américain de 47 925 places utilisé par le passé par les équipes de l'université de Louisville et par l'équipe de ligue mineure de baseball des Louisville Redbirds.
Le Freedom Hall qui dispose de 19 000 places accueille les matchs de l'équipe de basketball de l'université de Louisville. Le site partage son parking de 19 000 places avec le parc d'attractions proche de Kentucky Kingdom. Le KEC accueille de nombreuses foires. Il est localisé à proximité des voies rapides I-65 et I-264 et de l'aéroport international de Louisville.